# パーポ明石

笑福亭一門の定紋である「五枚笹」

パーポ 明石（パーポ あかし、1970年3月24日 - ）は、兵庫県西宮市出身のバレエダンサー、バレエ講師。元落語家。
本名は明石 正之。兵庫県立西宮南高等学校出身。

## 来歴・人物
2代目笑福亭松之助の次男で、兄には明石家のんき（前名・笑福亭梅之助）がいる。自身も1977年に入門し笑福亭亀之助を名乗る（当初は竹之助を名乗り「松竹梅」が揃うはずだった）。明石家さんまの弟弟子にあたる。
小噺や日舞の修行を積み、落語家として初舞台を踏んだが廃業し、パーポ明石の名で日舞の経験を生かして16歳から始めていたバレエダンサーに転業した。1994年からロシアへの留学を経て、バレエダンサーとして各地の舞台への出演のほか、指導者として後進の育成にも尽力している。また、アマチュア落語の講師などでも活動中。
松之助は、2015年に弟子の明石家さんまが司会を務める特別番組「明石家さんまの転職de天職」に出演した際、「なぜ息子に落語を辞めさせたのか」と聞かれ、「その時は大量に酒を飲んでいて、詳しく覚えていない」と答えた。その一方で、バレエについては、「僕らがやっているの(落語)はただの芸。だけど息子がやっているバレエは芸術。芸に技術が伴っているから、魅せる」と、高く評価した。
現在はバレエダンサーとして公演への出演のほか、所属教室や様々なスタジオで指導を行い、その話術と人柄で指導にあたっている。技術やコツに独自の理論があり、「明石はこうする」が口癖。一人称は「僕」、「オイラ」、「おれ」、「ワチキ」などを場面によって使い分ける。
クラシックバレエにおける男性の重要な役割である、女性の体を支えたり、高く持ち上げたりするリフトを行う「パートナーリング」の技術は随一であり、また様々な役柄を瞬時に演じることのできる演技力が持ち味である。

## エピソード
留学経験からロシア語が堪能で、同時に何故か中国語も使いこなす。このことから、日本人ダンサーのロシアや中国への留学ツアーなどが催された際には、通訳として同行することもあるほか、逆にこれらの国からダンサー達が訪れた時は通訳として呼ばれ、そして何故か彼らのホテルやスケジュール管理なども任されてしまう。
上述の舞台出演者としての技術に加え、音響、舞台監督、セット作製など裏方としての仕事も評価が高く、マルチな技術を発揮している。
これらのことから舞台業界では非常に顔が広く、また様々な特徴を持っていることから、人によって記憶のされ方も(「バレエの明石先生」からはじまり、「あのおしゃべりなオジサン」などにいたるまで)色々である。
それらが注目され、LINEの手描きスタンプが発売されている。作製は株式会社ima Japan デザイン事務所。
かなりの酒豪で、スタジオの目の前の自宅には常にビンとカンのビールや焼酎、日本酒が常備されている。
明石家さんまは松之助の弟子として住み込んでいた際に正之やバレエ教室の面々とも馴染みがあり、同教室が記念公演を行った際には祝いのメッセージを送っている。
同教室の「眠れる森の美女」の公演で、主役のオーロラ姫の両親の王、王妃役で松之助夫妻が出演し、親子三人の共演が実現した。(正之は王子役だった。)
前述の「明石家さんまの転職de天職」に、「落語家から転身したバレエダンサー」として紹介され、舞台での様子や、スタジオでの指導の様子が取り上げられた。レッスンを受けた生徒の女性はインタビューで正之について、「冗談や例えも交えて分かりやすく教えてくれるし、面白い」と答えていた。(映像では正之が踊りの表現について、「カニクリームコロッケにトマトケチャップを付けて、その上からタルタルソースをかけたようなどぎつい動きをするんや」と説明しており、ナレーションには「素人には全く理解出来ない」と言われていた。)
また、他の生徒からは「明石さんと組んでもらった時に、踊りがすごく格好よくて惚れそうになった」とか、「バレエ界の渡辺謙ではないか」と言われていた。(正之の容姿は渡辺謙に似ていなくもない。)
酒は「アルコールが入ってさえいれば何でも飲む」と言っているが、日本酒が一番好き。味のクセや匂いの強いものを好み、焼酎も芋派である。それ故に、ウイスキーやブランデーも飲むものの、「おいしさがわからない」と言っている。
自宅はかなり年季が入っており、冬場はすきま風などで異常に冷え込む。そのため生徒の男子が泊まりに来た際、どこで寝れば良いか分からない生徒が、正之の寝室がある二階に布団を敷こうとすると、「そこ(二階)で寝たら凍死するぞ」といって、唯一の暖房器具であるエアコンが設置してある客間で寝かせた。(ちなみに正之はその二階で普通に寝ている。)
整体師の資格も取得しており、自宅には施術用の本格的なベッドも置いてある。
大人の初心者のためのバレエレッスンの指導と並行して生徒の体のメンテナンスも行っているが、予約の殆どはレッスンよりも整体を希望する人ばかりだという。
幼少期から家族揃って日本キリスト改革派教会甲子園教会に通っているクリスチャンである(兄も一緒)。